# فلیسین روپس
فلیسیِن روپس (فرانسوی: Félicien Rops‎; ۷ ژوئیهٔ ۱۸۳۳ – ۲۳ اوت ۱۸۹۸) نقاش و تصویرگر اهل بلژیک بود که در چاپ فلزی و فرونقش تبحر داشت. اروتیسیسم آمیخته با مرگ‌انگاری و مضامین شیطانی از بارزترین وجوه آثار اوست.

## نگارخانه

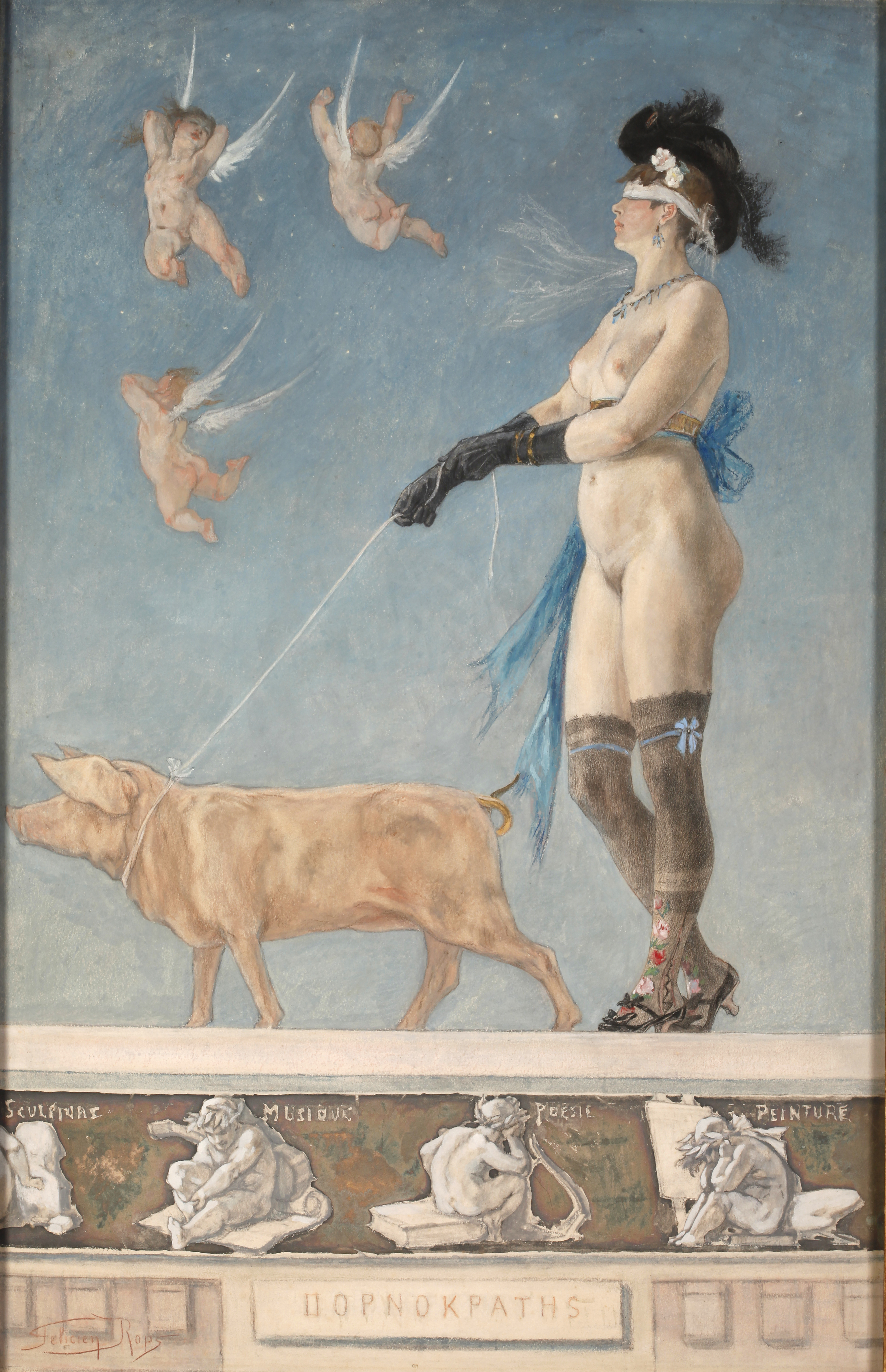
پورنوکرات‌ها (1878)
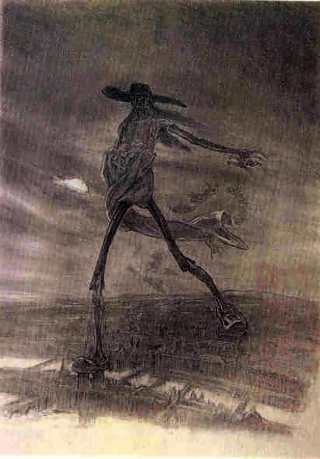
بذر کاشت شیطان (1882)
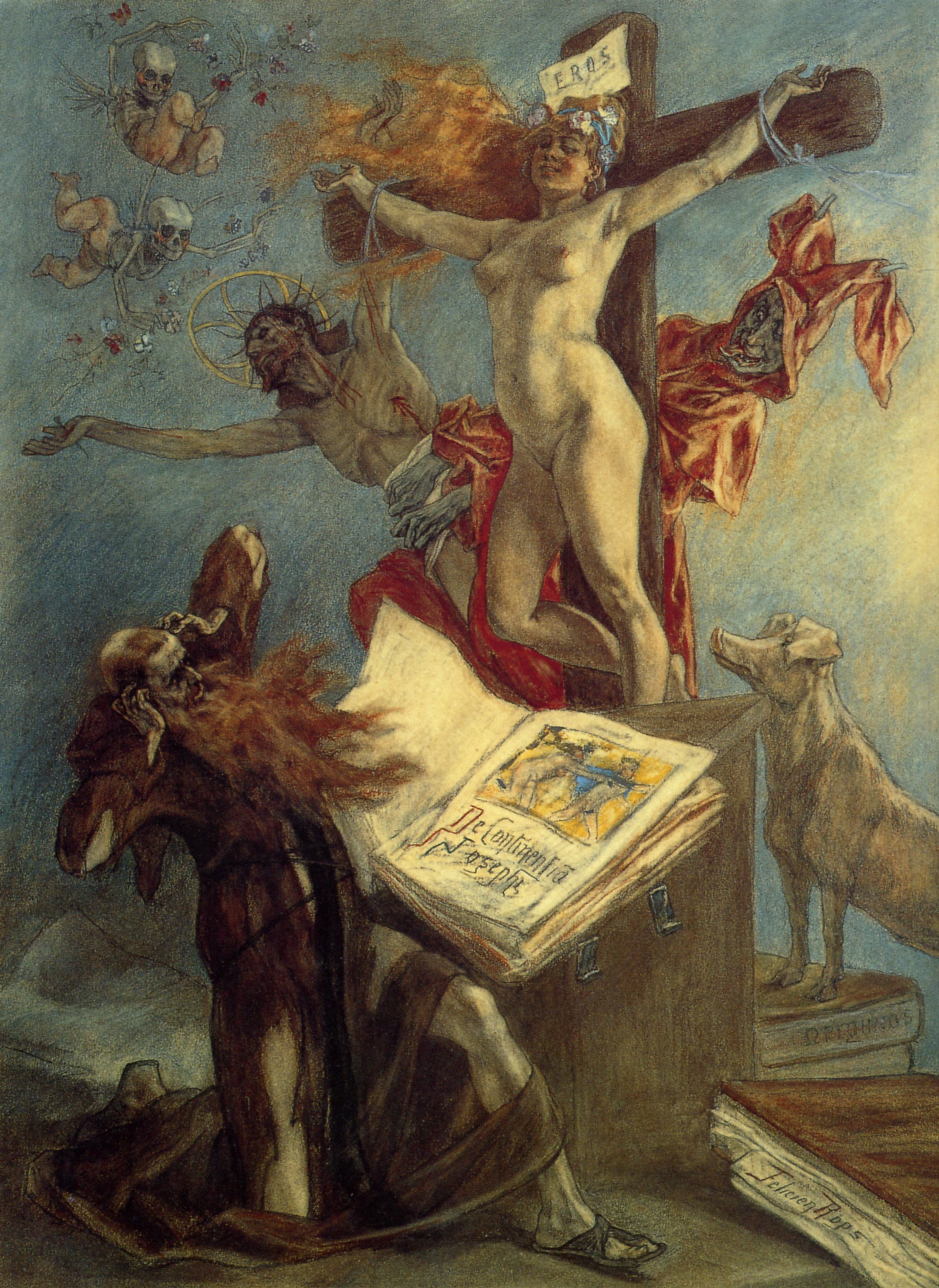
وسوسه سنت‌آنتونی (1878)
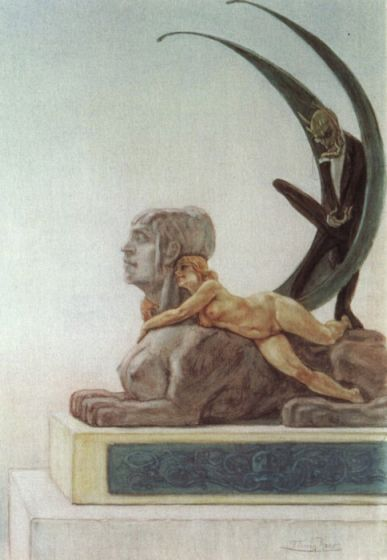
«ابوالهول»، تصویرسازی برای کتاب «اهریمنی» توسط ژول باربی دورو وه‌ای
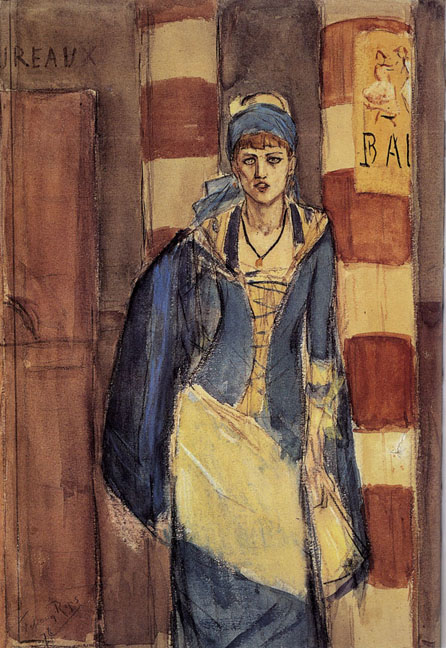
آبسینت نوش، 1877
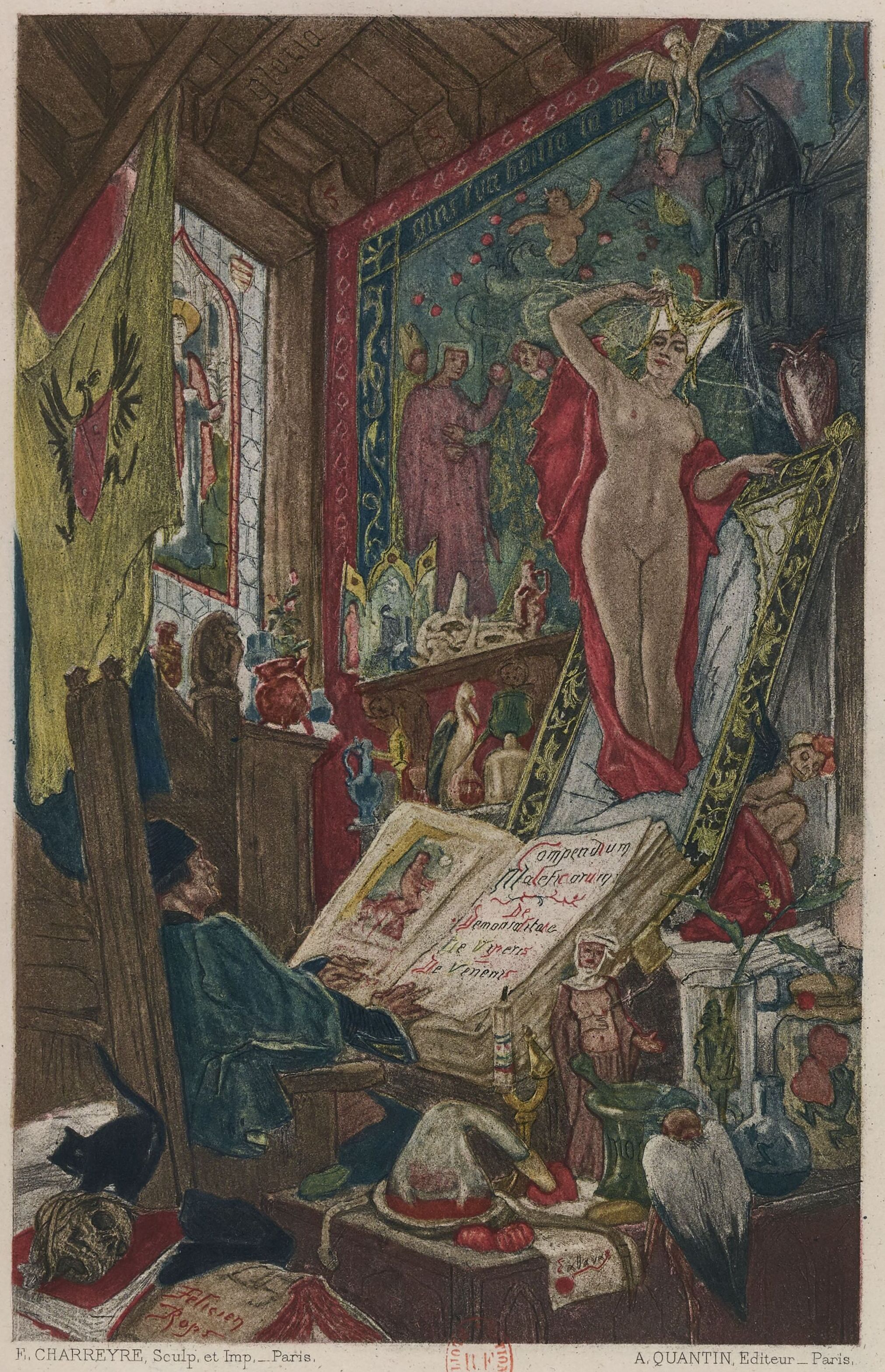
تصویر از کتاب «اکتاو اوزان»، اعلیحضرت زن (1885)
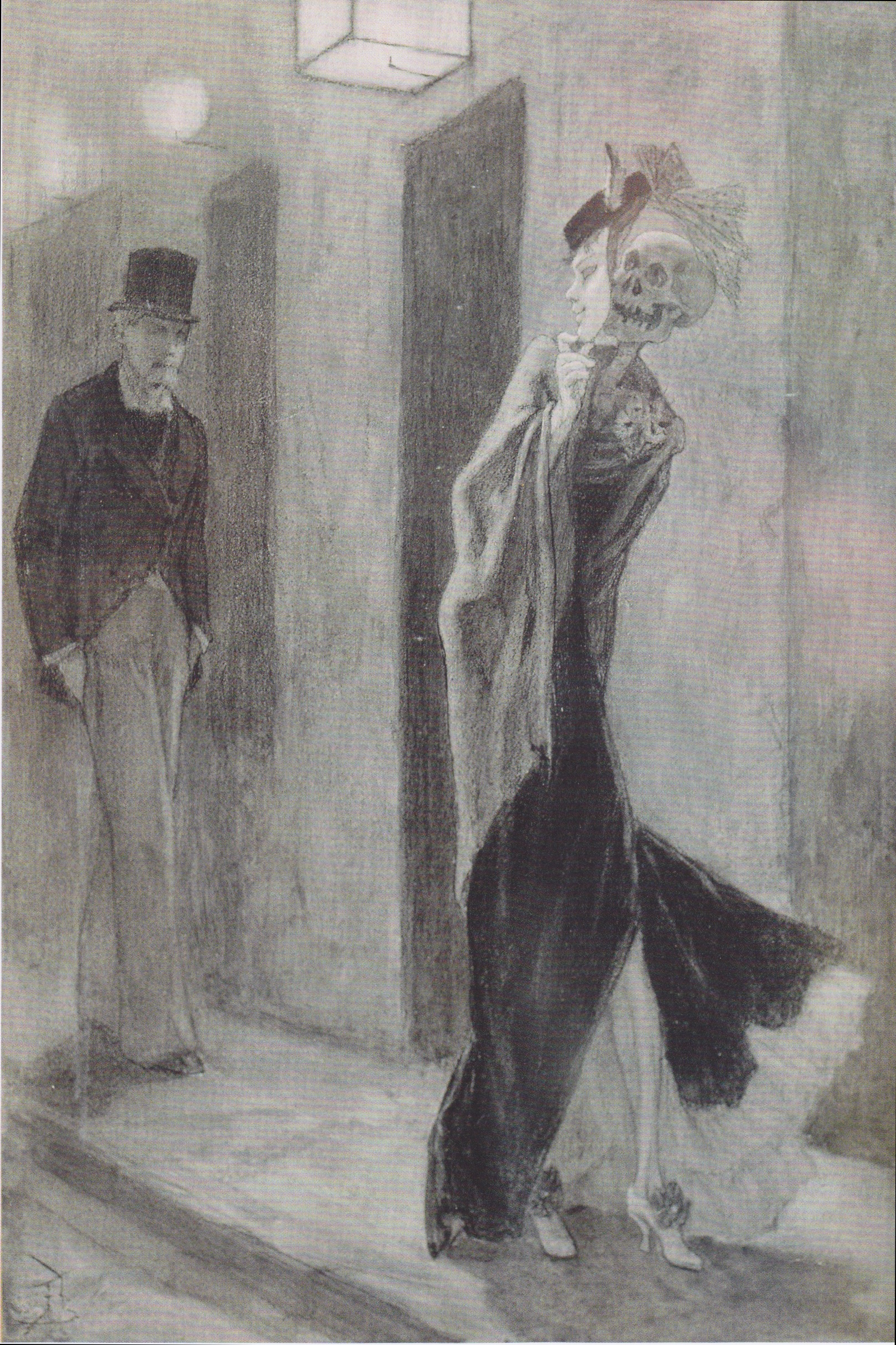
تقلید انسانی
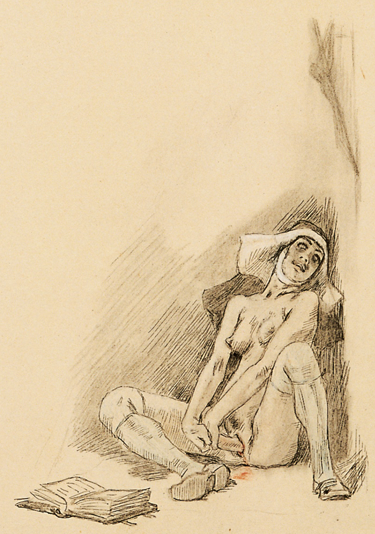
خلسه سانتا ترسا
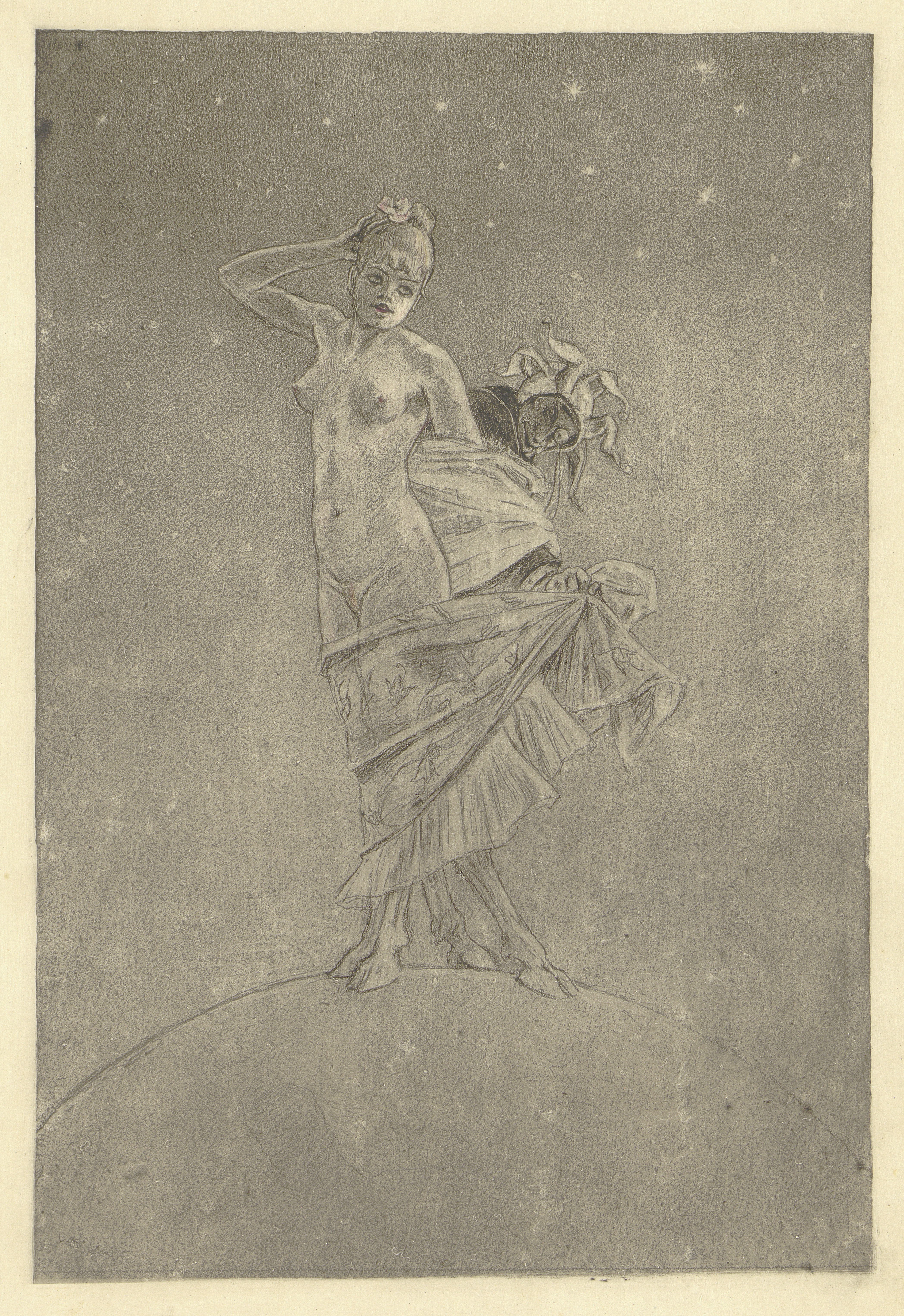
فحشا و جنون بر جهان حاکم است